# Avaniapuram
Avaniapuram är en stad i den indiska delstaten Tamil Nadu, och tillhör distriktet Madurai. Den är en förort till Madurai, och folkmängden uppgick till 89 635 invånare vid folkräkningen 2011.